# NGC 2014
NGC 2014 ist ein Emissionsnebel in der Großen Magellanschen Wolke mit einem eingebetteten offenen Sternhaufen. Er liegt im Sternbild Schwertfisch. Das Objekt wurde am 3. August 1826 von James Dunlop mit einem 23-cm-Teleskop entdeckt.